# Gewone komkommerspin
De gewone komkommerspin (Araniella cucurbitina) is een in Nederland en België algemeen voorkomende spinnensoort uit de familie van de wielwebspinnen (Araneidae). De wetenschappelijke naam van de soort werd, als Araneus cucurbitinus, in 1758 gepubliceerd door Carl Alexander Clerck. Zowel de naam cucurbitina als de Nederlandstalige naam verwijzen naar het glanzende, geelgroene achterlijf.

## Kenmerken
Het vrouwtje kan ongeveer 6 mm groot worden en het mannetje ongeveer 4 mm. Het achterlijf (opisthosoma) is glanzend, geelgroen gekleurd en aan beide zijden van de middenlijn zitten 4-5 donker gekleurde putjes. Het rugschild (carapax) en de poten zijn groenachtigbruin gekleurd en hebben veel, lange stekels. De volwassen dieren hebben aan het eind van het achterlijf over de spinklieren een rode vlek.
De pas uit het ei gekropen spinnetjes hebben een lichte kleur. Nog niet geslachtsrijpe spinnen hebben in de herfst een rode of bruine kleur, waardoor ze tijdens de bladverkleuring in de herfst een goede camouflage hebben. Pas in het voorjaar krijgen ze dan de groene kleur.

### Gelijkende spinnen
De tweelingkomkommerspin (Araniella opisthographa) lijkt zeer sterk op de gewone komkommerspin en kan alleen genitaalmorfologisch van de gewone komkommerspin onderscheiden worden.

## Voorkomen
De gewone komkommerspin is in Europa een van de meestvoorkomende spinnen. De spin is niet alleen te vinden in naaldbossen, bosranden, in struiken en heggen, maar ook op braakland, akkerland, weiland, veengronden, broekland en moerassen.

## Levenswijze
De gewone komkommerspin zit in het net. Het web heeft een doorsnede van ongeveer 10 cm en wordt ongeveer drie meter hoog opgehangen. Het web bestaat uit 20–30 stralen met een vangspiraal van 10–15 windingen. Het web kan ook als een halve cirkel zijn gemaakt. Vaak maken zij hun web horizontaal tussen bladeren.
In juli zetten de vrouwtjes in de omgeving van het web drie eicocons af. Deze zijn wit tot geelachtig gekleurd en bevatten 140-160 eitjes. Geslachtsrijpe spinnen komen vanaf mei tot in augustus voor. Een volwassen mannetje wacht in het net van een vrouwtje tot deze paringsbereid is. De spinnen overwinteren in het juveniele stadium op twijgen.

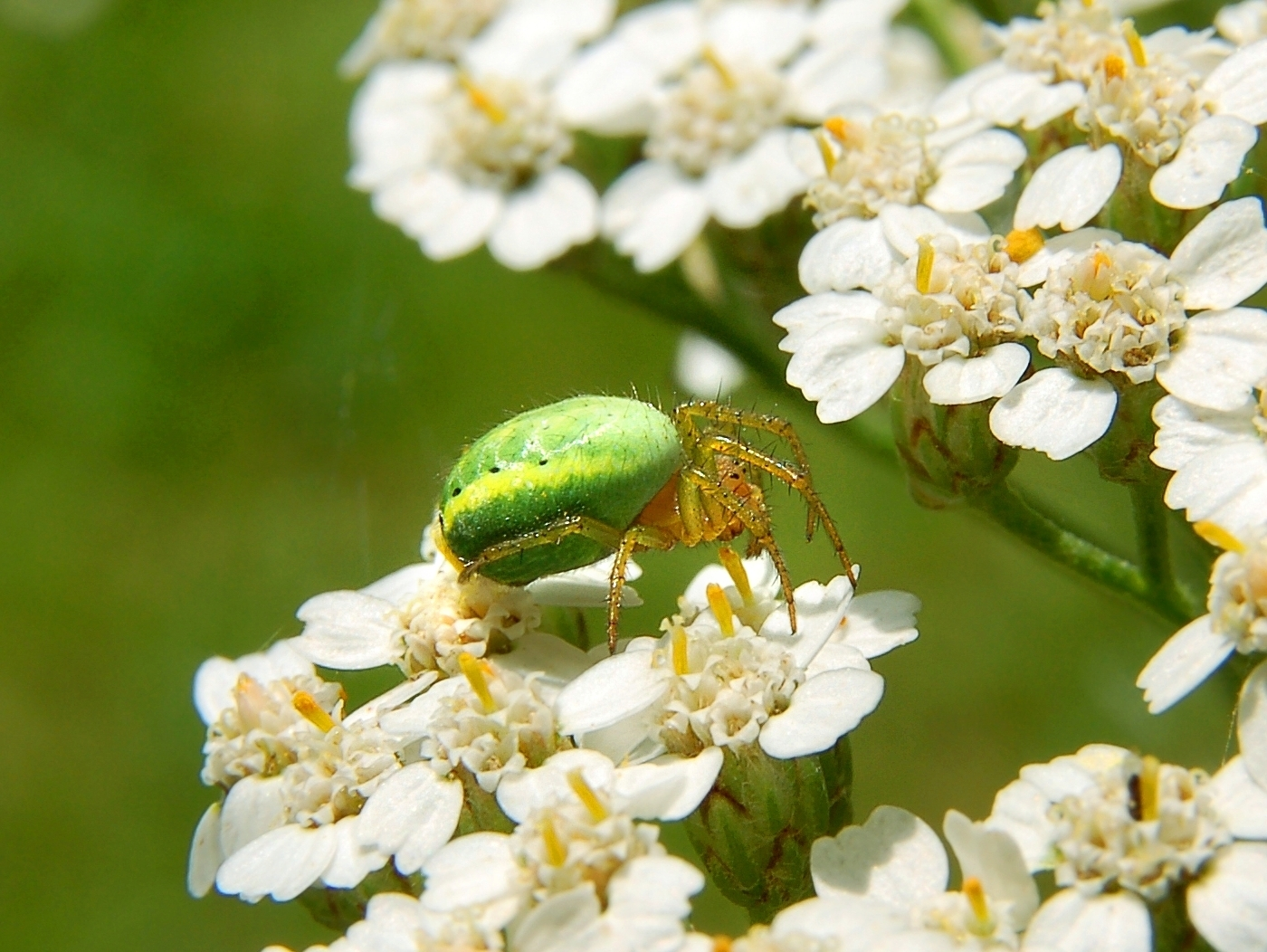
Gewone komkommerspin, gefotografeerd in België
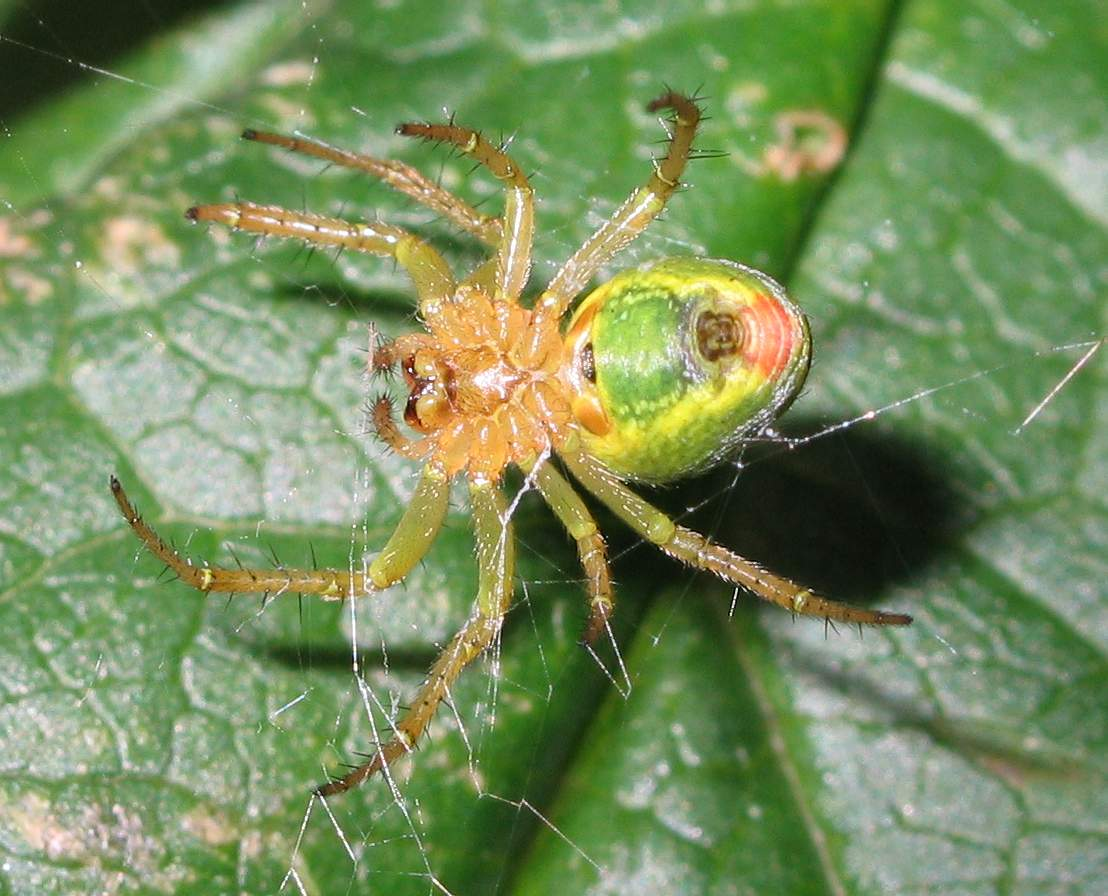
Vrouwtje met duidelijke spinklieren en epigyne
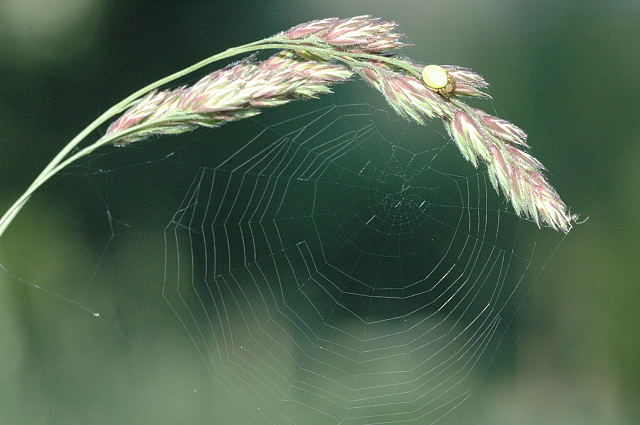
Web van de gewone komkommerspin